# بيثاني لي
بيثاني لي (بالإنجليزية: Bethany Lee)‏ هي ممثلة أسترالية، ولدت في 7 فبراير 1952.

## وصلات خارجية
- بيثاني لي على موقع IMDb (الإنجليزية)
- بيثاني لي على موقع تيرنر كلاسيك موفيز (الإنجليزية)